# 角川SSC新書
角川SSC新書（かどかわエスエスシーしんしょ）は、KADOKAWAが発行、同社角川マガジンズブランドカンパニーが編集していた新書レーベル。

## 概要
2007年10月10日創刊。創刊当時は、角川SSコミュニケーションズが発行していた。坂東三津五郎『坂東三津五郎 粋な城めぐり』、安田就視ほか『江戸・東京百景 広重と歩く』、田中淳夫『森を歩く 森林セラピーへのいざない』などのカラー版も刊行され、電子書籍版も発売されていた。
2010年5月に通巻100点を、2013年11月に通巻200点を突破した。奇数月の10日に数点程度ずつ刊行されていた。池上彰「知らないと恥をかく世界の大問題」シリーズは累計137万部を超えるベストセラーとなっており、シリーズ2巻目以降、カバーのカラーを1巻ごとに違ったものにしていた。
2015年2月新刊より、KADOKAWAの他の新書レーベルだった、角川oneテーマ21（角川書店ブランドカンパニー）、メディアファクトリー新書（メディアファクトリー ブランドカンパニー）、アスキー新書（アスキー・メディアワークス ブランドカンパニー）と合わせ、レーベル名を角川新書に統一した。

## 創刊ラインナップ
創刊ラインナップは以下の通り。
1. 自民党の終焉 民主党が政権をとる日（森田実）
2. 年収崩壊 格差時代に生き残るための「お金サバイバル術」（森永卓郎）
3. 熟年離婚している場合か！（井戸美枝）
4. わが青春のロック黄金狂時代／ビートルズからボン・ジョヴィまで（東郷かおる子）
5. 日経新聞の裏を読め（木下晃伸）
6. メタボの罠 「病人」にされる健康な人々（大櫛陽一）
7. 天職力と転職力（小島貴子）
8. 「フラガール」を支えた映画ファンドのスゴい仕組み（岩崎明彦）
9. なぜ夜に爪を切ってはいけないのか 日本の迷信に隠された知恵（北山哲）
10. ゆとり教育は本当に死んだのか？ 公立校再生への道（根本浩）